# Racing Club de France Football
Racing Club de France – francuski klub piłkarski, grający obecnie w amatorskiej pierwszej lidze, mający siedzibę w Paryżu.

## Historia
Klub został założony w 1896 roku i jest obecnie jednym z najstarszych we Francji. Jego najlepszy okres przypada na lata 30. i lata 40. XX wieku, kiedy to w 1936 roku zdobył jedyny raz w historii mistrzostwo Francji, a w latach 1936, 1939, 1940, 1945 i 1949 pięciokrotnie Puchar Francji. Sukcesy odniósł także w latach 60., gdy w 1961 i 1962 roku zostawał wicemistrzem Francji. W latach 80. został wykupiony przez biznesmena Jeana-Luka Lagardère, który miał zamiar zbudować mistrzowską drużynę opartą na kilku ówczesnych gwiazdach futbolu, jednak jego plany nie wypaliły. Z czasem Lagardère odszedł z klubu, który przeżywał kłopoty finansowe i obecnie gra na amatorskim poziomie.

## Sukcesy
Mistrzostwo Francji
1936
Puchar Francji
1936, 1939, 1940, 1945, 1949
Mistrzostwo Ligue 2
1986

## Europejskie puchary
Legenda do wszystkich tabel:
- Q – runda eliminacyjna, 1/16, 1/8, 1/4, 1/2 – odpowiednia faza rozgrywek, Grupa – runda grupowa, 1r gr – pierwsza runda grupowa, 2r gr – druga runda grupowa, F – finał, R – runda, PO – play-off
- k. – rzuty karne, los. – losowanie, Dogr. – dogrywka, w. – zasada bramek strzelonych na wyjeździe

| Sezon   | Rozgrywki              | Runda | Przeciwnik   | Dom | Wyjazd | Ogólnie |
| ------- | ---------------------- | ----- | ------------ | --- | ------ | ------- |
| 1963/64 | Puchar Miast Targowych | 1R    | Rapid Wiedeń | 2–3 | 0–1    | 2–4     |

## Uczestnicy mistrzostw świata grający w klubie
- Alim Ben Mabrouk
- Rabah Madjer
- Ernst Happel
- Alfred Aston
- Maxime Bossis
- Stéphane Bruey
- Héctor De Bourgoing
- Edmond Delfour
- Raoul Diagne
- Luis Fernández
- Oscar Heisserer
- Lucien Jasseron
- Auguste Jordan
- Philippe Mahut
- Jean-Jacques Marcel
- Roger Marche
- Thierry Tusseau
- Émile Veinante
- Alexandre Villaplane
- Ramón Zabalo Zubiaurre
- Eugène Ekéké
- Aziz Bouderbala
- Abdelkrim Merry Krimau
- Pierre Littbarski
- Miloš Milutinović
- Enzo Francescoli
- Rubén Paz

## Trenerzy w historii klubu
| Lata      | Trener               |
| --------- | -------------------- |
| 1932-1933 | Curtiss Booth        |
| 1933-1934 | Peter Farmer         |
| 1934-1935 | Jimmy Hoogan         |
| 1935-1939 | George Kimpton       |
| 1939-1940 | Élie Rous            |
| 1940-1943 | Émile Veinante       |
| 1943-1944 | Robert Fischer       |
| 1944-1952 | Paul Baron           |
| 1952      | A. Listello          |
| 1952-1958 | Auguste Jordan       |
| 1958-1964 | Pierre Pibarot       |
| 1964      | André Jeampierre     |
| 1964-1965 | Paul Baron           |
| 1965-1966 | Lucien Troupel       |
| 1970-1975 | Paul Jurilli         |
| 1978-1982 | Jean-Marie Lawniczak |
| 1982-1984 | Alain De Martigny    |
| 1984-1986 | Victor Zvunka        |
| 1986      | Silvester Takač      |
| 1986-1987 | Victor Zvunka        |
| 1987-1988 | Artur Jorge          |
| 1988-1989 | René Hauss           |
| 1989-1990 | Henryk Kasperczak    |
| 1990-1992 | Luc Bruder           |
| 1992-1993 | Camille Choquier     |
| 1993-2000 | Jean-Marie Lawniczak |
| 2000-2002 | Jean-Michel Cavalli  |
| 2002      | Régis Roche          |
| 2002-2004 | Jean-Guy Wallemme    |
| 2004      | Kamel Djabour        |
| 2004      | Noël Tosi            |
| 2004      | Éric Santamaria      |
| 2004      | Robert Buigues       |
| 2004-2005 | Stéphane Paille      |
| 2005-     | Frédéric Lipka       |